# イヴァン・ラキチェヴィッチ
イヴァン・ラキチェヴィッチ(1993年7月27日-)はセルビアのサッカー選手。ポジションはDF。レッジーナ1914所属。

## 経歴
レッドスター・ベオグラードの下部組織に所属していた。2011年から2015年まではFKドニ・スレムに所属し、2015年6月からはFKヴォイヴォディナ・ノヴィ・サドに在籍した。
2018年7月2日、セリエAのジェノアCFCに移籍した。

## 人物
- ジャングル・ブックの主人公であるモーグリーの愛称で知られる。

- ロックンロールとヘビメタの大ファン。